# 范基炭黑粉菌
范基炭黑粉菌（学名：Anthracoidea vankyi）是属于黑粉菌目炭黑粉菌科炭黑粉菌属的一种真菌，寄生在苔草属植物上。该种分布于中国、哈萨克斯坦、乌兹别克斯坦、亚美尼亚、乌克兰、斯洛伐克、德国、瑞士、荷兰、法国、西班牙、罗马尼亚等地。